# K-teori
Inom matematiken är K-teori ungefärligt sagt studiet av vissa invarianter av stora matriser. Den uppstod i studiet av ringar genererade av vektorknippen över ett topologiskt rum eller schema. Inom algebraisk topologi är den en extraordinär kohomologiteori känd som topologisk K-teori. Inom algebra och algebraisk geometri kallas den för algebraisk K-teori. Den är även ett fundamentalt verktyg i studiet av operatoralgebror. 
K-teori innehåller konstruktionen av familjer av K-funktorer från topologiska rum eller scheman till associerade ringar; dessa ringar reflekterar några aspekter av strukturen av de ursprungliga rummen eller scheman. Såsom med funktorer till grupper in algebraisk topologi, är orsaken till denna funktoriala transformation att det är enklare att beräkna vissa topologiska egenskaper via de transformerade ringarna är från de ursprungliga rummen eller scheman. Exempel på resultat nådda via K-teori är Botts periodicitetssats, Atiyah-Singers indexsats och Adamsoperationerna.